# 会田岩下氏
会田岩下氏（あいだいわしたうじ）は、信濃国の武家。
海野氏の庶流であり、小県郡岩下（長野県上田市）を拠点とした岩下氏の支流であるが、中世に筑摩郡会田（松本市）の地を治め、安土桃山期に小笠原貞慶の追討を受けて一族は離散した。

## 歴史

### 室町時代以前
会田岩下氏が、どの時期に会田郷へ入り、同地の領主となったかは定かでない。鎌倉時代末期には、海野一党が会田郷を領地とした記録が存在するが、同時期に岩下氏が確立していたのか、岩下一族よりも先に会田郷に入った会田幸持流の一族との関連性があるのかは不明である。
嘉暦4年（1329年）には、会田を領有する海野信濃守入道が諏訪上社頭役の記録に残る。

### 室町時代
応永7年（1400年）に、信濃国人衆が小笠原長秀を放逐した大塔合戦を記す「大塔物語」によると海野一族の寄騎として「海野幸義、会田岩下、田沢、塔原…」と記されており、室町時代には会田の地に岩下氏が入っていたようである。殿村の地に居館を構え、虚空蔵山城を要害とした。
岩下氏系図では、岩下豊後守という人物が岩下一族の祖となっているが、豊後守がどの時代の人物かは不詳。室町期においては、岩下三河守らの名が見え、会田を根拠として虚空蔵山城を普請し、勢力を築いていった。
享徳4年（1455年）には諏訪大社の御射山祭事を岩下三河守が頭役（村落の神事に関連する任務）として頭役銭を納めている。
会田氏菩提寺である広田寺（会田塚・召田氏墓などが存在する）は、永正年間に、岩下豊後守が開基したとされる。
また、会田御厨に拠って、頭役として費用を納めていることから、筑摩国衆として有力な存在であったと思われる。唐鳥屋城（乱橋城）は岩下氏の所領であったともいい、また最盛期には犀川付近にまで勢力を進出させたといわれ、広い範囲を領有していたと考えられる。

### 戦国・安土桃山時代
天文年間における武田氏侵攻では、虚空蔵山城は自落したとされ、岩下氏（会田氏？）の一部は越後国・武蔵国へと逃れたといい、この一党の子孫が徳川家旗本の会田氏という。
その後、所領に残った岩下氏は武田信玄に仕えた。永禄10年（1567年）における生島足島神社への信玄諸将の起請文提出では、近隣の領主である塔原氏、古幡氏らと連盟で岩下駿河守幸実・幸広・長高が起請文を納めている。
天正3年（1575年）における長篠・設楽原の戦いでは、武田信廉の相備として配備されている。
天正10年（1582年）3月11日、甲州征伐により武田勝頼が滅びると、信濃は乱国状態となった（天正壬午の乱）。岩下一族は、北方より信濃に攻め入った上杉景勝の家臣として存続を図る。

### 矢久砦の戦い・滅亡
天正10年（1582年）7月、信濃に復帰した小笠原貞慶が勢力拡大のため筑摩郡北部に経略を開始する。このとき、塔原氏ら筑摩郡国衆は次々と貞慶に降ったが、会田一党は上杉氏のもとで対抗を試みた。
同年11月、遂には小笠原氏が岩下氏へ討伐戦を実施した。岩下氏はこれに対抗する姿勢を見せ、矢久砦を急造（改修？）した。　当主の岩下廣政は若年当主であり、代わって家臣の堀内越前守が防戦の指揮を執り、庶流の召田氏らも連衡して小笠原軍に対抗。
小笠原・会田両軍は矢久砦にて激戦を繰り広げたが、越前守が討死して、同月5日には砦は陥落。当主の廣政は、青木村へと敗走するが、十観山にて自害したという。これによって、会田一族は滅亡した。

## 子孫

### 旗本会田氏（会田出羽家）
天文年間の武田晴信による侵攻で、故地を逐われた会田幸久は、武蔵国越谷に転住し太田氏・北条氏に仕えた。北条氏滅亡後は会田一党は徳川氏の傘下となり、徳川家康の御殿建造の際は屋敷を提供したとされる。会田資久らは、徳川氏旗本として五百石を領したという。天獄寺墓所に、この会田一門の墓が存在する。
同国の後谷村にも後谷会田氏なる一族がおり、同村の名主であった。

### 各地に盤踞した会田氏
武田氏侵攻から約30年後の小笠原氏侵攻を前に、各地に逃れた岩下一門も存在する。穂高方面に移った会田氏や、また小笠原侵攻後も会田の地に住した一族がある。

## 遺跡・遺構
- 虚空蔵山城

会田氏によって築かれた要害の城である。上杉謙信や武田信玄による抗争の舞台になり、たびたび史書に登場する。会田氏による虚空蔵山の山岳信仰にもとづく建造物であったという説も存在する。
- 殿村遺跡

会田岩下氏の居館跡であり、中世の石積みや土器・陶磁器、銅銭や茶道具、石臼などが出土しており、岩下一族の隆盛をうかがわせる。会田宿を見下ろす位置に所在。
- 広田寺

岩下豊後守により開基された寺院であるとされ、山門の近くには100基以上にのぼる石仏が存在する。寺内には、会田塚が所在。知見寺とともに、岩下氏の崇敬を受けた。
- 会田神明宮

伊勢神宮に拠った御厨である。会田氏は、会田郷の地頭職を得るとともに、神明宮への信仰を行うことによって、同宮を基盤とした勢力拡大を行った。この点では信濃安曇郡の仁科氏と類似している。
海野信濃守入道や岩下三河守による頭役就任から、会田岩下氏が神明宮に拠る勢力構造を築いていたとも考えられる。
- 会田塚

広田寺境内に存在する。会田岩下氏が小笠原貞慶により攻め滅ぼされた後、広田寺の僧が会田氏の軍服や刀剣などの遺品を収集、埋葬したとされる塚。
- 会田宿

岩下氏の膝元であった会田は、西の千国街道や東の上田に続く交通の要衝であり、江戸時代初期に宿場町が成立する前は領民が居住していた。
他にも、岩井堂・無量寺・長安寺など会田氏に関連した寺社が多く残っている。